# ムハンマド・ナースィル
ムハンマド・ナースィル（محمد الناصر Muhammad al-Nāsir, 1182年頃 - 1213年）は、ムワッヒド朝の第4代アミール（カリフ、在位：1199年 - 1213年）。ムワッヒド朝の最盛期を築いた第3代君主ヤアクーブ・マンスールの子。兄弟にアブドゥッラー・アーディル、イドリース・マアムーン、子にユースフ2世、ヤフヤー・ムウタスィムがいる。

## 生涯
1198年に父から後継者に指名、翌1199年の父の死により17歳で即位した。
ナースィルの治世は軍の中心がマスムーダ族から雑多な外人部隊に代わるようになり、ムワッヒド朝の創建から80年を経て王朝を支えたタウヒード主義運動への熱意を失わせ、王朝は徐々に弱体化していた。ムワッヒド朝の領土のうちイベリア半島はカスティーリャ王アルフォンソ8世と休戦協定を結んでいたため平和だったが、チュニジア（イフリーキヤ）はムラービト朝の後裔ガーニヤ族のヤフヤー・イブン・ガーニヤに占領された状態であり、ナースィルはガーニヤ族討伐に軍を差し向けた。
1203年、ガーニヤ族の本拠地マヨルカ島へ遠征して占領したが、ヤフヤーらガーニヤ族はイフリーキヤやモロッコ（マグリブ）で出没しつつゲリラで抵抗を続け、反ムワッヒド朝の部族を扇動していった。対するナースィルは一向にヤフヤーを捕らえられず、討伐とイフリーキヤ平定を委ねたシャイフのイフリーキヤ総督アブドゥル・ワーヒド（ハフス朝始祖アブー・ザカリーヤー1世の父）の働きで、1209年にヤフヤーを撃破してようやくイフリーキヤは安定に向かった。
だがその間、イベリア半島でクリスチャン（キリスト教徒）たちによる十字軍が結成され、アンダルス（イベリア半島南部）のムワッヒド朝支配領域を脅かした。ローマ教皇インノケンティウス3世とトレド大司教ロドリゴ・ヒメネス・デ・ラダは十字軍結成のため1209年までにキリスト教諸国の王たち（カスティーリャ王アルフォンソ8世・レオン王アルフォンソ9世・アラゴン王ペドロ2世・ナバラ王サンチョ7世）を和睦させ、ムワッヒド朝の決戦に向けて準備を整えた。同年アルフォンソ8世がムワッヒド朝との休戦を破り国境地帯に侵攻、ナースィルは抗議したが無視されたため、1211年にアンダルスのムスリム（イスラム教徒）の訴えで懲罰遠征を決意、4月から5月に自ら大軍を率いてラバトからジブラルタル海峡を渡り、6月にセビリアに到着、9月にサルバティエラ城を落としたがトレドまでの遠征は叶わず、セビリアで越冬しつつモロッコからの援軍を召集した。アルフォンソ8世もペドロ2世・サンチョ7世の援軍およびフランスの参加者からなる十字軍を結集、1212年春までに両者は決戦に向けて軍勢を増やしていった。
1212年7月16日、ナバス・デ・トロサの戦いでアルフォンソ8世らを中心とする連合軍に敗れ、アンダルスに対する支配力を失った。敗因は1211年にラバトからアンダルスへ渡る前に軍隊への補給を怠ったことを理由にナースィルがモロッコ人の役人たちを処刑、1212年の決戦前に十字軍へ城を明け渡した守備隊長を処刑してモロッコ人やアンダルス人の反感を買ったことでムワッヒド軍の士気が低下、戦闘になるとタウヒード思想を失い戦意と王朝への帰属意識が無い兵士たちは逃亡、ナースィルも本営に敵が迫ると逃亡したことなどが挙げられる。
ムワッヒド朝はこの戦いで10万人から50万人と言われる無数の戦死者を出し、かつてマンスールの時代に最盛期を支えた軍はほとんど壊滅した。十字軍は戦後疫病流行で引き返し、ムワッヒド軍は未だ健在でアンダルス領でキリスト教国への抵抗は続いていたが、ナースィルの威信は失墜し首都マラケシュに逃げ帰ることができたが、ほとんど政治への意欲を失い、翌1213年に失意のうちに没した。死因は事故死あるいは毒殺とされ詳しいことは分かっていない。
息子のユースフ2世が後を継いだが幼少で、王朝創建の地モロッコでもベルベル人のマリーン族が反旗を翻し、さらにアラブ遊牧民の侵攻やシャイフら有力者間の権力争いなどが激化、ムワッヒド朝は急速に衰えていった。